# Stubendorffia gracilis
Stubendorffia gracilis är en korsblommig växtart som först beskrevs av Nikolai Vasilievich Pavlov, och fick sitt nu gällande namn av Viktor Petrovitj Botjantsev och Aleksei Ivanovich Vvedensky. Stubendorffia gracilis ingår i släktet Stubendorffia och familjen korsblommiga växter. Inga underarter finns listade i Catalogue of Life.